# 路易·波拿巴的雾月十八日

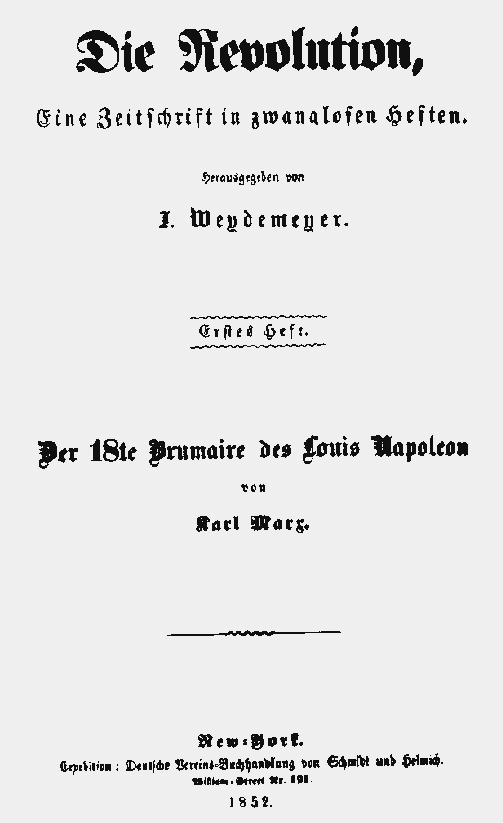
1852年《革命》(Die Revolution) 上的《路易·波拿巴的雾月十八日》

《路易·波拿巴的雾月十八日》（德語：Der 18te Brumaire des Louis Napoleon）是卡尔·马克思于1851年12月至1852年3月间撰写的一篇文章，並于1852年发表在《革命》(Die Revolution) 上，这是一本在纽约出版、由约瑟夫·魏德迈创办的德国月刊。这篇文章讨论了1851年法国政变，在这次政变中，路易·拿破仑·波拿巴获得了权力。

## 名言
“黑格尔在某个地方说过，一切伟大的世界历史事变和人物，可以说都出现两次。他忘记补充一点：第一次是作为悲剧出现，第二次是作为笑剧出现。”这是本书被引用和被错误引用最多的句子之一。悲剧和笑剧分别指拿破仑一世和拿破仑三世。
马克思的观点和恩格斯的观点在马克思写这本书时所做的观察遥相呼应。恩格斯在1851年12月3日给马克思的信中写到:
|  | 真好象是老黑格尔在坟墓里把历史当作世界精神来指导，并且真心诚意地使一切事件都出现两次，一次是作为伟大的悲剧出现，另一次是作为卑劣的笑剧出现，科西迪耶尔代替丹东，路·勃朗代替罗伯斯比尔，巴特尔米代替圣茹斯特，弗洛孔代替卡诺，一个畸形儿和十来个随便碰到的负债累累的尉官代替一个矮小的伍长和他的坐满圆桌的元帅。这样，我们终于来到了雾月十八日。 |

然而，这一主题出现的更早。马克思在1837年的小说《蝎子和费里克斯》中将拿破仑和路易·菲利普国王做了比较。

## 扩展阅读

### 版本
- 马克思恩格斯全集历史考证版第一部分第11卷，1985

### 评注
- Der achtzehnte Brumaire des Louis Bonaparte, Hauke Brunkhorst编注, Suhrkamp 2007